# Atafona (Arroio dos Ratos)
Atafona é um bairro do município brasileiro de Arroio dos Ratos, situado no estado  do Rio Grande do Sul. Foi criado pela Lei 469 de 16 de novembro de 1989, com o nome retificado pela Lei 1.420 de 14 de dezembro de 1995.

## Histórico
O povoamento da Atafona iniciou com os imigrantes portugueses, vindos possivelmente do porto de São Jerônimo, em meados do século XIX e se instalaram na parte mais alta desta região. Com a descoberta do carvão mineral, a localidade passou a ser colonizada por outros imigrantes europeus, sobretudo, de ingleses e italianos. Apesar de não possuir grandes jazidas do mineral, a Atafona sofrera ao longo de suas história, pelo menos duas extrações de pequeno porte: uma próxima a Granja Carola e a outra, onde atualmente se encontra a Escola Municipal de Ensino Fundamental Santa Rita de Cássia.
A denominação originou-se da instalação de um pequeno engenho de moer grão no alto da região, com características lusitanas, que servia de referência aos habitantes desta região. É comum, até os dias de hoje, que seja empregado o termo "tafona", entretanto, este termo é incorreto. Uma vez que, a norma culta da língua portuguesa, reconheça "atafona" como uma elocução inváriavel.

## Características atuais
Residencial desde sua origem, Atafona é considerado um bairro de classe média, que dispõe de proximidade com centros comerciais e de lazer.

### Pontos de referência
Áreas verdes
- Campo da Atafona

Educação
- Escola Municipal de Ensino Fundamental Santa Rita de Cássia

Esporte e lazer
- Sede Campestre dos Empregados do Comércio [1]

## Limites atuais
Iniciando na confluência entre a Rua 7 de Setembro e Avenida Pedro Fantim, segue por esta, em sentido norte até a confluência com a Rua Santa Bárbara e com a Estrada para Charqueadas, e por esta segue em sentido nordeste até a estrada para a Granja Carola, por esta estrada em sentido leste até a linha de divisa com José Alvares Ruiz, sobre a divisa em sentido sudeste até a divisa com Cláudio Sperb, por esta até encontrar-se com a Rua Amaro Teixeira e por esta segue em sentido norte até a esquina com a Rua 7 de Setembro, por onde continua em sentido oeste até a Avenida Pedro Fantim, início da poligonal.
Seus bairros vizinhos são: Vila Garcia, Três Figueiras, Alto da Bela Vista e Princesa Isabel.